# بروس ماینز
بروس ماینز (به انگلیسی: Bruce Mines) یک منطقهٔ مسکونی در کانادا است که در بخش الگوما واقع شده‌است. بروس ماینز ۵۶۶ نفر جمعیت دارد.